# Bandas y grupos emergentes en Colombia
Las bandas emergentes y bandas criminales (bacrim); llamadas así durante el gobierno de Álvaro Uribe, y conocidas como grupos armados organizados (GAO), grupos delincuenciales organizados (GDO) o grupos armados organizados residuales (GAOR) en la actualidad y desde el gobierno de Juan Manuel Santos; son organizaciones mafiosas que operan en Colombia y que son parte activa del actual conflicto armado interno. Sus acciones contra la población civil, Gobierno y Fuerza Pública son: los homicidios, la extorsión a comerciantes y empresarios y el secuestro.  reclutamiento forzado de menores de edad y masacres de líderes sociales. Estas bandas y grupos operan en todo el territorio nacional, aunque también mantienen presencia en otros países como Venezuela, Ecuador y Panamá. Sus aliados estratégicos son las disidencias de la FARC-EP, la disidencia del EPL y varios narcotraficantes, debido a que su principal actividad es el control sobre el tráfico de estupefacientes. También se tiene indicios sobre los nexos con varias mafias mexicanas, entre las que figuran el Cártel de Sinaloa, y Los Zetas (desarticulados en 2016).

## Denominación y clasificación
- Grupos Armados Organizados (GAO) Son los grupos más grandes, con actividad a nivel regional y nacional. Están clasificados como GAO el Clan del Golfo, y  la disidencia del EPL, guerrilla desmovilizada en 1991, conocida como Los Pelusos, ambos grupos dedicados al narcotráfico y sin ninguna motivación política. Desde el rompimiento de los diálogos de paz con el ELN, producto del atentado contra la escuela de policía General Santander a comienzos del 2019, el gobierno de Iván Duque declaró a esta guerrilla como GAO.

- Grupos Delincuenciales Organizados (GDO) Son grupos de fuerte actividad local, dedicados a ser mercenarios del narcotráfico y de otras actividades ilícitas para los GAO u otros grupos ilegales. Están identificados por las autoridades como GDO las siguientes organizaciones delincuenciales Los "Tasmania", cuyo cabecilla es conocido con el alias de "Pirry" opera en el Barrio San Bernardo de Bogotá, "Los Sayayines" su cabecilla es alias "Pinky" "Los Ganchos" su cabecilla conocido con el alias "Bertha" y los "Los Maracuchos" su cabecilla es conocido con el alias de "Leo" estas organizaciones son conocidas en la capital de Colombia.

- Grupos Armados Organizados Residuales (GAOR) Son los grupos armados surgidos de las FARC-EP, guerrilla desmovilizada en 2016, cuyos miembros no se acogieron a los acuerdos de paz y volvieron a las armas, conformando estos grupos. Se conocen como disidencias de las FARC-EP y, aunque tienen el mismo origen insurgente, varias están enfrentadas entre sí por control territorial de actividades ilegales, incluso algunas trabajan con el Cártel de Sinaloa y el Cártel Jalisco Nueva Generación, organizaciones criminales de México, que desde 2018 buscan apoderarse de la producción y distribución de cocaína en el país, desde el cultivo de hoja de coca.

Ninguno de estos grupos tiene ni tendrá estatus político, según declaraciones del gobierno de Colombia en 2019.

## Distribución geográfica
Estas agrupaciones armadas actúan en todo el país, las principales se encuentran en:
| De presencia nacional      | De presencia nacional        | De presencia nacional        | De presencia nacional        | De presencia nacional        | De presencia nacional        | De presencia nacional        | De presencia nacional              |
| Grupo                      | Región(es) o departamento(s) | Región(es) o departamento(s) | Región(es) o departamento(s) | Región(es) o departamento(s) | Región(es) o departamento(s) | Región(es) o departamento(s) | Ref.                               |
| Grupo                      | Pacífico                     | Llanos Orientales            | Catatumbo                    | Bajo Cauca                   | Urabá                        | Amazonía                     | Ref.                               |
| -------------------------- | ---------------------------- | ---------------------------- | ---------------------------- | ---------------------------- | ---------------------------- | ---------------------------- | ---------------------------------- |
| ELN                        | [ nota 1 ]                   | [ nota 2 ]                   |                              |                              |                              |                              | [ 25 ] [ 26 ]                      |
| AGC                        |                              |                              |                              |                              |                              |                              | [ 27 ] [ 26 ]                      |
| Disidencias de las FARC-EP |                              |                              |                              |                              |                              | [ nota 4 ]                   | [ 28 ] [ 29 ] [ 30 ]               |
| De presencia regional      |                              |                              |                              |                              |                              |                              |                                    |
| Departamento               | Grupo(s)                     | Grupo(s)                     | Grupo(s)                     | Grupo(s)                     | Grupo(s)                     | Grupo(s)                     | Ref.                               |
| Antioquia                  | Oficina de Envigado          | Oficina de Envigado          | Oficina de Envigado          | Oficina de Envigado          | Oficina de Envigado          | Oficina de Envigado          | [ 28 ] [ 31 ] [ 32 ] [ 33 ] [ 34 ] |
| Bogotá                     | Los Sayayines                | Los Sayayines                | Los Sayayines                | Los Sayayines                | Los Sayayines                | Los Sayayines                | [ 28 ] [ 31 ] [ 32 ] [ 33 ] [ 34 ] |
| Bogotá                     | Tazmania                     |                              |                              |                              |                              |                              | [ 28 ] [ 31 ] [ 32 ] [ 33 ] [ 34 ] |
| Atlántico                  | Los Costeños                 | Los Costeños                 | Los Costeños                 | Los Costeños                 | Los Costeños                 | Los Costeños                 | [ 28 ] [ 31 ] [ 32 ] [ 33 ] [ 34 ] |
| Caquetá                    | Los Caqueteños               | Los Caqueteños               | Los Caqueteños               | Los Caqueteños               | Los Caqueteños               | Los Caqueteños               | [ 28 ] [ 31 ] [ 32 ] [ 33 ] [ 34 ] |
| Chocó                      | Los Chuckys                  | Los Chuckys                  | Los Chuckys                  | Los Chuckys                  | Los Chuckys                  | Los Chuckys                  | [ 28 ] [ 31 ] [ 32 ] [ 33 ] [ 34 ] |
| Chocó                      | Los Chacales                 |                              |                              |                              |                              |                              | [ 28 ] [ 31 ] [ 32 ] [ 33 ] [ 34 ] |
| Magdalena                  | Los Pachenca                 | Los Pachenca                 | Los Pachenca                 | Los Pachenca                 | Los Pachenca                 | Los Pachenca                 | [ 28 ] [ 31 ] [ 32 ] [ 33 ] [ 34 ] |
| Meta                       | Los Puntilleros              | Los Puntilleros              | Los Puntilleros              | Los Puntilleros              | Los Puntilleros              | Los Puntilleros              | [ 28 ] [ 31 ] [ 32 ] [ 33 ] [ 34 ] |
| Norte de Santander         | Los Pelusos                  | Los Pelusos                  | Los Pelusos                  | Los Pelusos                  | Los Pelusos                  | Los Pelusos                  | [ 28 ] [ 31 ] [ 32 ] [ 33 ] [ 34 ] |
| Norte de Santander         | Los Rastrojos                |                              |                              |                              |                              |                              | [ 28 ] [ 31 ] [ 32 ] [ 33 ] [ 34 ] |
| Putumayo                   | La Constru                   | La Constru                   | La Constru                   | La Constru                   | La Constru                   | La Constru                   | [ 28 ] [ 31 ] [ 32 ] [ 33 ] [ 34 ] |
| Risaralda                  | La Cordillera                | La Cordillera                | La Cordillera                | La Cordillera                | La Cordillera                | La Cordillera                | [ 28 ] [ 31 ] [ 32 ] [ 33 ] [ 34 ] |
| Valle del Cauca            | La Gran Alianza              | La Gran Alianza              | La Gran Alianza              | La Gran Alianza              | La Gran Alianza              | La Gran Alianza              | [ 28 ] [ 31 ] [ 32 ] [ 33 ] [ 34 ] |
| Valle del Cauca            | Banda Local                  |                              |                              |                              |                              |                              |                                    |
| Valle del Cauca            | Norte del Valle              |                              |                              |                              |                              |                              |                                    |

### Historia

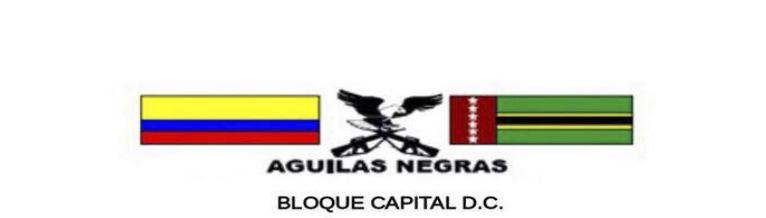
Miles de exintegrantes de las Autodefensas Unidas de Colombia volvieron a tomar las armas, luego de un proceso de desmovilización en 2006.

### Gobierno de Álvaro Uribe (2002-2010)
La conformación de estas agrupaciones delincuenciales se dio a finales de 2006, después de que las Autodefensas Unidas de Colombia (AUC) pactaran un proceso de desmovilización durante el gobierno de Álvaro Uribe Vélez. El 15 de agosto de 2006 se desmovilizaron 31.671 combatientes, según un reporte de la Alta Consejería Presidencial. Sin embargo, luego de culminar con todo el proceso, varios exintegrantes de este grupo se re armaron nuevamente, por lo que empezó una nueva oleada de delincuencia común. Según la Organización de los Estados Americanos (OEA), la estructuración de estos grupos se dio por los efectos económicos favorables del narcotráfico. Cerca de 4000 hombres se alzaron en armas, repartidos en veintidós columnas, unas cifras que se manejaron luego de una serie de investigaciones y análisis por parte de varios funcionarios de la fuerza pública. Finalmente, estas agrupaciones se expandieron a lo largo de todo el territorio colombiano, donde han llegado a operar en 17 departamentos y 152 municipios.
Algunas organizaciones no gubernamentales (ONG) y la Organización de Estados Americanos (OEA) han descrito a las bandas emergentes como un híbrido entre mafias, y bandas de delincuencia común más relacionados con el narcotráfico que con el paramilitarismo. Algunas de estas agrupaciones ejercieron presión sobre varios candidatos durante las Elecciones regionales de Colombia de 2007, para infiltrar y corromper al Estado en todos los niveles y beneficiar sus negocios ilegales. Un informe de la Misión de la OEA y Misión de Apoyo al Proceso de Paz en Colombia (MAPP) afirmó que las Bacrim amenazan a víctimas y desmovilizados de 153 municipios de Colombia, que buscan consolidar un corredor al servicio del narcotráfico con conexiones hacia Panamá y Venezuela.
Según el analista León Valencia, miembro de la Corporación Nuevo Arco Iris, las agrupaciones ilegales «destruyen el orden social para poder florecer (...) y allí está su gran riesgo para la seguridad de los ciudadanos, porque atacan a las instituciones, a los líderes sociales, a los políticos honestos, a las familias unidas a los trabajadores organizados». Valencia afirmó que hay tres tipos de bandas criminales: las emergentes, las de rearmados que después de desmovilizarse volvieron a las armas y al negocio; y las de disidentes, aquellos ex paramilitares que se salieron del proceso del Pacto de Ralito o nunca quisieron entrar. Diversos sectores políticos calificaron a las Bacrim como «el nuevo enemigo y la mayor amenaza a la seguridad».

### Gobierno de Juan Manuel Santos (2010-2018)
A mediados de 2011, la conformación de las Bacrim se redujo a menos de diez comandos armados: Clan Úsuga (Clan del Golfo o Autodefensas Gaitanistas), Los Rastrojos, el Ejército Revolucionario Popular Antisubversivo de Colombia (ERPAC), las Águilas Negras, Los Paisas, la Oficina de Envigado y otras facciones menores como Los Machos y Renacer. Según la opinión pública y varios analistas del conflicto armado en Colombia, las cuatro primeras organizaciones eran consideradas las más importantes y peligrosas en su momento, debido a su accionar violento y la compleja estructura que las conforma. Una de las zonas más disputadas y de mayor operatividad es el departamento de Antioquia, donde no solo se delinque por el tráfico de drogas, sino también por la extorsión a empresas y negocios del departamento, además de las actividades de minería ilegal que hay en la zona. Entre varias facciones de los grupos guerrilleros, las Bacrim utilizan estas alianzas como parte de su modus operandi, debido a que las guerrillas presentan un alto poder militar y económico, según las investigaciones de las autoridades. La extorsión a las minas ilegales que no están bajo el control de estas organizaciones juega también un papel fundamental dentro de sus áreas de influencia, puesto que los dueños y trabajadores de las minas están en la obligación de cancelar una cuota mensual, ya sea para desarrollar la actividad o por el uso de las maquinarias con las que se trabaja en la mina. Otras zonas con mayor influencia son la Región Caribe y Pacífica.
En 347 municipios del territorio colombiano operan los grupos ilegales, según un informe realizado en 2012 por el Instituto de estudios para el desarrollo y la paz (INDEPAZ). El Clan Úsuga y Los Rastrojos eran reconocidas como las dos grandes agrupaciones que han logrado una expansión territorial considerable con más de 1990 y 1650 efectivos respectivamente, por lo que el panorama de las bandas emergentes se había visto reducido a estas dos principales organizaciones que han logrado extender sus actividades a otros países vecinos como Panamá y Venezuela. En estos lugares, los grupos disputan determinadas áreas, las cuales, sirven como rutas estratégicas por donde se procesan y trafican estupefacientes. El negocio del contrabando de gasolina, es otra modalidad que sirve como fuente de ingresos, una la labor ejercida en la frontera entre Colombia y Venezuela. Hasta $ 500 000 pesos se puede cobrar por el paso de una pimpina de hidrocarburos, debido al impuesto revolucionario. En los últimos años, la banda criminal de "Los Rastrojos" ha sido diezmada en número de integrantes debido a la entrega voluntaria y/o captura de varios de sus miembros, entre ellos sus principales cabecillas: Los Hermanos Calle Serna (Luis Enrique y Javier Antonio), conocidos como los "Hermanos Comba" y Diego Pérez Henao, alias "Diego Rastrojo"; lo que dejó un vacío de poder en esta organización criminal, que se ha ido desarticulando lentamente hasta contar a 2014 con un poco más de 400 miembros; situación aprovechada por el "Clan Úsuga", que ha reclutado a exmiembros de los Rastrojos y Los Paisas para aumentar su pie de fuerza en más de 2.000 efectivos a 2014, pese a la caída en 2012 de uno de sus principales líderes: Juan de Dios Úsuga David, alias "Giovanny". Ante la inserción masiva de los grupos armados ilegales y el inminente accionar violento, cerca de 1800 actos criminales se cometieron hasta principios de 2012, una cifra que aumenta la crisis sobre el conflicto armado en Colombia. La Corporación Nuevo Arco Iris (CNAI) indicó que las Bacrim cometen mayor cantidad de actos violentos que la guerrilla.
Diego Pérez Henao,alias Diego Rastrojo, quien fuera uno de los narcotraficantes más peligrosos del país y líder de la bacrim Los Rastrojos. Pérez Henao fue capturado en Venezuela, luego de una serie de operaciones ejecutadas por las autoridades venezolanas y colombianas. El ministro Tareck El Aissami declaró que la captura es una de las más importantes en la historia de Venezuela y aseveró: «ha sido capturado uno de los hombres más buscados de América Latina, no es cualquier jefe de las mafias que hemos capturado (...)». Tanto las autoridades, como el Gobierno de Colombia, lo investigaban por cometer cerca de quinientos asesinatos, a lo largo de su largo historial delictivo, que se originó a principios de la década de 2000. Mientras que el Gobierno de los Estados Unidos ofrecía una recompensa de $ 5 000 000 de dólares por su captura, por vincularlo a los negocios del Cartel del Norte del Valle, ser uno de los principales traficantes de drogas y ser el fundador de Los Rastrojos. También presentaba una circular azul por parte de la Organización Internacional de Policía Criminal (INTERPOL). Otra captura y posterior extradición a los Estados Unidos se dio en la ciudad de Medellín, luego de que la policía realizará una serie de seguimientos al exparamilitar Luis Fernando Jaramillo Arroyave, conocido por el alias de Nano. Luis Fernando era señalado por múltiples delitos, entre ellos, en la participación y posterior fundación de la bacrim Los Paisas, en complicidad con otros individuos. Por tal motivo, el exjefe paramilitar se convirtió en el primer alto mando de una banda emergente en ser extraditado a los Estados Unidos.
Otros sucesos relevantes sucedieron en torno a las bajas de dos reconocidos jefes narcoparamilitares: Juan de Dios Úsuga David, alias Giovanny, exjefe del Clan Úsuga y Pedro Oliviero Guerrero Castillo, alias Cuchillo, exjefe del Ejército Revolucionario Popular Antisubversivo de Colombia (ERPAC). El primero, miembro de un grupo de criminales que anteriormente estaba al servicio del ex paramilitar Daniel Rendón Herrera, conocido por Don Mario, que inició las actividades de lo que se conoció después por la opinión pública colombiana como narcoparamilitarismo. La administración de Juan Manuel Santos llegó a ofrecer una recompensa de $ 2,5 millones de dólares por su captura, mientras que por Pedro Oliviero se entregaron $ 5000 000 000 de pesos. Ambos fueron abatidos en enfrentamientos con las autoridades. 
Los GAO y GDO se formaron como consecuencia a la negativa de antiguos miembros de las Autodefensas Unidas de Colombia (AUC)al proceso de desmovilización y reincorporación a la vida civil de casi 32.000 combatientes de la organización, buscando el control de las actividades ilícitas que el antiguo grupo paramilitar controlaba en ciertos territorios; entre ellas, el narcotráfico; se diferencian en que los GAO tienen una estructura con capacidad para delinquir a nivel nacional, en cambio los GDO son grupos que solo tienen capacidad de delinquir en algunas regiones o municipios del país. Los GAOR son disidencias de las FARC-EP que no se acogieron al acuerdo de paz firmado en 2016 entre esta guerrilla y el gobierno colombiano, que permitió la desmovilización y reincorporación a la vida civil de más de 7.000 insurgentes, con el objetivo de controlar las actividades ilícitas que la antigua guerrilla tenía en algunos de sus territorios de influencia incluyendo el narcotráfico.
A partir de mayo de 2016, las bandas criminales pasan a ser combatidas por las Fuerzas Militares (Ejército, Armada y Fuerza Aérea) mediante la Directiva 015, impartida por el Ministerio de Defensa Nacional, dándole facultades para atacar estos grupos como si fueran insurgentes, incluyendo bombardeos a campamentos de estas organizaciones; anteriormente, el combate a estos grupos criminales era exclusivo de la Policía Nacional. Esta directiva solo aplica a los Grupos Armados Organizados (GAO), siempre y cuando la Policía o la Fiscalía colombiana así lo requieran. Así mismo, la Directiva 017 de 2017 autorizó a las Fuerzas Militares atacar a los Grupos Armados Organizados Residuales (GAOR).
Situación de las Bacrim según varias instituciones nacionales hasta 2010:
| Institución           | Municipios | Departamentos | Integrantes |
| --------------------- | ---------- | ------------- | ----------- |
| Defensoría del Pueblo | 188        | 23            | No admite   |
| Policía Nacional      | 158        | 19            | 3749        |
| DAS                   | 54         | No admite     | 2162        |
| Indepaz               | 314        | 29            | 6000        |

Nota: Los datos son suministrados por Indepaz.
El gobierno de Juan Manuel Santos clasificó a las bandas criminales en tres (3) clases de estructuras:
- Estructura Tipo A: Grupos que tienen influencia en varios departamentos al mismo tiempo; tienen una organización definida, jerarquizada, con mandos de poder visible y especializado, además de una importante infraestructura para delinquir. Solo estaría clasificado en este grupo el Clan del Golfo, la banda criminal más grande del país con más de 2.000 miembros. El grupo de Los Rastrojos estuvo clasificado un tiempo en esta categoría, pero con los golpes a su infraestructura y las capturas de sus miembros por parte de las autoridades, además de las deserciones de sus miembros a su otrora rival "Clan del Golfo"; fueron reducidos a pequeñas células que se desarticularon con la captura y muerte de sus últimos jefes en 2016.
- Estructura Tipo B: Grupos que tienen influencia en cierta región o departamento; su organización es menos jerarquizada, opera en algunas ocasiones como redes de apoyo de otras bandas más poderosas como el Clan del Golfo y su radio de acción está limitado a territorios definidos. En este grupo estarían clasificados tres (3) grupos criminales, cada uno entre 100 y 150 integrantes: Los dos grupos disidentes del ERPAC  (Bloque Meta y Bloque Libertadores del Vichada, reunificados bajo el nombre de Los Puntilleros, organización desmantelada en 2017 con la captura de su último líder) y la disidencia del Ejercito Popular de Liberación (EPL) (llamada por el gobierno desde marzo de 2016 como Los Pelusos); este último de origen insurgente, pero calificado como banda criminal por su casi exclusiva financiación del narcotráfico.
- Estructura Tipo C: Grupos que tienen operatividad local; se caracterizan por tener un portafolio criminal amplio y se denominan como bandas de “mercenarios” que prestan sus servicios al mejor postor, incluyendo a otras bandas criminales, valoradas esta clase de estructuras como "altamente peligrosas". En esta categoría se incluirían la Oficina de Envigado, La Constru en Putumayo, La Cordillera en Pereira y Los Pachenca en Santa Marta. Las bandas que ya fueron desarticuladas por el gobierno se hacían conocer como El Barranco en La Virginia;[67] Los Caparrapos en Facatativá;[68] Clan Isaza en el Magdalena Medio;[69] Los Contadores en Barranquilla;[70] Los Caqueteños en Leticia;[71] La Empresa en Buenaventura (desmantelada con la captura de su último cabecilla Robert Quintana, en abril de 2017[72]) y Los Botalones en Santander (desmantelada en febrero de 2015 con la captura de su líder Ernesto Montoya, alias Pequinés[73]).[74]

La Directiva 015 de 2016 del Ministerio de Defensa le da una nueva categorización a estos grupos delincuenciales:
- Grupo Armado Organizado (GAO): Correspondiente a los grupos delincuenciales con actividad a nivel regional y nacional (Estructuras Tipo A y B). Estos grupos están facultados para ser combatidos por las Fuerzas Militares.
- Grupo Delincuencial Organizado (GDO): Correspondiente a grupos delincuenciales con actividad a nivel local (Estructuras Tipo C).[75]

Adicionalmente, una nueva directiva (la 017 de 2017) califica a las antiguas estructuras de las FARC-EP, que no se acogieron a los Acuerdos de La Habana firmados con el gobierno, como Grupos Armados Organizados Residuales (GAOR), facultando también a las Fuerzas Militares colombianas a combatirlas. Estas estructuras, según el Ministerio de Defensa, tienen aproximadamente 1.200 integrantes disidentes que no acogieron la directriz del antiguo secretariado de la guerrilla de desmovilizarse en 2017.
En 2017, varios de estos grupos fueron disueltos, eliminados por la fuerza pública o limitados a ciertas regiones del país como la Oficina de Envigado, que concentran sus acciones en el Área Metropolitana de Medellín. Según informe del gobierno colombiano en 2016, solo el El Clan del Golfo tiene influencia a nivel nacional. Aunque su origen sean de grupos insurgentes, las Disidencias de las FARC-EP establecidas en el sur del país (Guainía, Guaviare, Vichada y Nariño, entre otros departamentos) y la disidencia del Ejército Popular de Liberación (EPL) en el Catatumbo son consideradas Bandas Criminales y/o Grupos Armados Organizados por la casi totalidad de sus actividades ilegales relacionadas con el narcotráfico.

### Gobierno de Iván Duque (2018-2022)
El 3 de septiembre de 2018 fue abatido Marco Aurelio Neira, alias Gallero cabecilla del GDO La Constru en Puerto Caicedo (Putumayo) El 21 de diciembre de 2018 con la muerte de alias Guacho, jefe del GAOR Frente Oliver Sinisterra, en zona rural de Tumaco (Nariño), en un operativo de la Fiscalía y la Fuerza Pública denominado Operación David, parte de la Operación Hércules contra los grupos ilegales de esta zona del país. Guacho era el enlace con el Cártel de Sinaloa de México y su grupo era el brazo armado de este cartel en Colombia. Agregado a esto, los arrestos de ciudadanos mexicanos en el país confirman la sospecha de las autoridades colombianas que los dos poderosos cárteles de la droga de México (Sinaloa y Jalisco Nueva Generación) están haciendo presencia, desde 2017, en Colombia para intentar apoderarse ellos mismos del negocio ilícito del narcotráfico en toda su cadena de producción. En la región del Bajo Cauca en Antioquia, donde existe desde comienzos de 2018 una guerra entre el Clan del Golfo y su grupo disidente "Los Caparrapos", sumada a la presencia del ELN (guerrilla la cual el gobierno Duque declaró como GAO tras el atentado a la Escuela de Oficiales de Polícla General Santander en Bogotá) y disidencias de las FARC-EP al mando de alias Cabuyo, han provocado la muerte de civiles y el desplazamiento forzado a los cascos urbanos de Caucasia y Tarazá, entre otros municipios del Bajo Cauca. A finales de 2018 se inicia la Operación Aquiles, conformada por unidades especiales del Ejército que trabajan en conjunto con las Fuerzas Militares y de Policía del Bajo Cauca. Duque también reforzó las operaciones militares iniciadas desde el gobierno anterior para combatir GAO como la Operación Agamenón, que busca desmantelar al Clan del Golfo y capturar o dar de baja a su líder, Dairo Úsuga, alias Otoniel en Urabá; la Operación Esparta, que busca desmantelar al GAO "Los Pelusos", asentados en el Catatumbo y afectados por la guerra que sostienen con el ELN en la región, a quienes también está dirigido el operativo; guerra que a febrero de 2019 deja más de 100 muertos entre asesinados y desaparecidos. También desde el gobierno anterior hay un operativo contra las disidencias de las FARC-EP que operan en la Orinoquía y Amazonía colombiana llamada Operación Zeus, y otro llamado Operación Hércules contra los grupos ilegales del Pacífico colombiano. 
En un informe de febrero del 2019, según el Ministerio de Defensa en el país se han contabilizado 23 grupos de delincuencia organizada y 2417 bandas que afectan la seguridad en las ciudades. Contando al ELN y a las disidencias de las FARC, el informe de 2019 indica que en total serían 10 000 los hombres que integran los GAO, GDO y GAOR en Colombia y sus fronteras. El 28 de enero de 2019, fue capturado en Pueblo Bello (Cesar) Reinaldo Peñaranda, alias Pepe, y el 26 de septiembre de 2019 en Sardinata (Norte de Santander) abatido Luis Antonio Quiceno, alias Pacora, líderes del grupo criminal Los Pelusos, disidencias del Ejército Popular de Liberación (EPL) dedicados al narcotráfico. El 17 de junio de 2019 fue abatido en la Sierra Nevada por unidades conjuntas del Ejército y la Policía Jesús María Aguirre, alias Chucho Mercancía, líder del GDO Clan Pachencha, organización criminal con aproximadamente 500 hombres y operaciones en Santa Marta, responsables del 80% de las actividades ilícitas en la Región Caribe colombiana. También En diciembre de 2019 la Armada Nacional capturó a los cabecillas del GAOR E-30 en el departamento del Cauca En noviembre de 2020 es abatido alias 'Caín', máximo cabecilla de Los Caparrapos. En octubre de 2021 es capturado Otoniel jefe máximo del Clan del Golfo.

## Acciones delictivas y financiación

### Reclutamiento forzado
El reclutamiento indiscriminado de menores de edad, una tarea que sirve para expandir y ejecutar las actividades delictivas. La situación económica y laboral del país, es uno de los principales factores para que los jóvenes se vinculen, según varias investigaciones realizadas. Para la Organización de las Naciones Unida (ONU) «(...) las Águilas Negras, el Erpac, Los Rastrojos, Los Paisas y el Clan Úsuga continuaron reclutando y usando menores para sus actividades delictivas». Aunque gran cantidad de jóvenes han sido liberados, las cifras revelan que por lo menos 18 000 niños han conformado las filas de las bacrim, luego de un estudio realizado por ochenta investigadores. Mientras que las fuerzas militares indican que cerca de 100 000 niños trabajan para los grupos emergentes, en especial al Clan Úsuga. Las zonas donde se presenta un reclutamiento masivo son: Magdalena Medio, Golfo de Urabá, Macizo Colombiano y gran parte del departamento de Antioquia. El Derecho internacional humanitario (DIH), como organismo interventor de la población infantil, manifiesta que las únicas dos opciones viables para minimizar la práctica son «la denuncia y la capacidad del Estado de judicializar».

### Narcotráfico, extorsión y minería ilegal
Luego del proceso de desmovilización de las Autodefensas Unidas de Colombia (AUC), las zonas donde se traficaban droga quedaron literalmente abandonadas, por lo que varios guerrilleros finalmente decidieron continuar con los negocios. 31.671 combatientes se acogieron al programa de desarme, según un reporte de la alta consejería presidencial, pero poco después, cerca de 13.400 exguerrilleros decidieron retomar las actividades del narcotráfico. De acuerdo con las palabras del exdirector de la Policía Nacional de Colombia, General Óscar Naranjo, las bandas emergentes mantienen el negocio del tráfico de drogas como una de sus principales actividades, porque «están supeditadas sus finanzas al narcotráfico». Según unas investigaciones realizadas por el diario El Tiempo, las principales bacrim manejan cerca del 50% de la cocaína producida, una cifra relativamente alta, debido a que la guerrilla de las FARC-EP manejaba el 70% de toda la droga producida y distribuida.
La extorsión es otra de las actividades beneficiosas ejecutadas por las bandas emergentes, «más de 1000 millones de pesos ganan las bacrim por extorsión» anualmente, en la zona fronteriza con Venezuela. Las actividades extorsivas no solo se relacionan con el desembolso de grandes cantidades de dinero, las bacrim también trafican otros productos como la gasolina y todo tipo de mercancías comercializadas en almacenes específicos. Mientras que el acoso y la intimidación a comerciantes, empresarios y algunas empresas de diversos sectores, también representa una problemática para los sectores industriales.
Mención aparte se debe hacer con la minería de carácter ilegal, es decir, aquella que no está reglamentada por el gobierno colombiano; esta actividad ha ido ganando terreno en las finanzas de las bandas criminales desde el año 2010 aproximadamente. Esto debido a que las actividades relacionadas al narcotráfico han sido reducidas por la acción de la fuerza pública, lo que los ha obligado a encontrar una fuente de financiación alternativa e igual de rentable. La minería ilegal, en especial la explotación de oro, además de la extorsión a los dueños de minas ilegales que no están a cargo de las bandas criminales, han sido esa fuente de financiación debido a los altos precios del oro en el mercado internacional, además que los delitos por minería ilegal, a diferencia de los relacionados con el narcotráfico, no son castigados de manera severa por la ley colombiana, incluso en algunos casos son excarcelables. Al igual que en el narcotráfico, el daño ambiental causado por la explotación descontrolada de estas minas ilegales es grave e irreparable en muchos casos, producto de la flora y fauna destruidas por acción de las máquinas retroexcavadoras para encontrar el mineral en el subsuelo, además que el mercurio y cianuro que se utiliza para encontrar el oro no se le da la disposición adecuada, y terminan contaminando las fuentes de agua que nutren la agricultura y pesca y que alimentan los acueductos de veredas y municipios cercanos a estas minas.

### Atentados y masacres
Aunque surge como un accionar menos convencional que otros como el tráfico de drogas o la extorsión, varios atentados perpetrados por algunas bandas emergentes surgen como una estrategia criminal anteriormente utilizada por las Autodefensas Unidas de Colombia (AUC). La policía establece que uno de los motivos por el cual estas organizaciones al margen de la ley ejecutan atentados, obedece a un control territorial sobre otros grupos.

### Relaciones entre Bacrim y guerrillas
Las bandas criminales emergentes o neoparamilitares, son redes criminales que forman parte de ejércitos privados que se formaron a partir de reductos de combatientes que no se desmovilizaron junto con las paramilitares Autodefensas Unidas de Colombia, de desmovilizados reincidentes de dicha organización y de nuevos integrantes reclutados en los últimos años. A diferencia de sus antecesores, no tienen en principio una motivación antisubversiva, sino de ejercer el narcotráfico, vigilar cultivos ilegales, cooptar rentas ilegales, invertir las ganancias en negocios legales y realizar labores de contrabando, despojar de sus tierras a campesinos y hacer alianzas con políticos corruptos para intimidar y asesinar a sus opositores. Para alcanzar sus fines, se han aliado con sus antiguos enemigos como las guerrillas de las FARC-EP (desmovilizadas en 2017) y el ELN. La alianza entre Bacrim y guerrilla obedece principalmente a temas relacionados con el narcotráfico y las rutas de envío. De la misma manera que los sectores de la minería y el petróleo también se ven afectados. Por último, una nueva coalición en busca de nuevos intereses económicos ha surgido como una alternativa: el contrabando. Cerca de $ 12 billones de pesos se pierden anualmente en materia de contrabando y $ 887 billones se han logrado contrarrestar, según datos oficiales de la Dirección de Impuestos y Aduanas Nacionales de Colombia (DIAN).

### Relación con gobiernos de otros países
Desde 2017 se denuncia la presencia en Venezuela del ELN, realizando trabajos como capataces en las explotaciones de oro, diamantes y coltán de los estados Bolívar, Apure y Amazonas; los dos últimos fronterizos con Colombia, donde estarían trabajando en alianza con el gobierno venezolano para explotar los recursos mineros, transportarlos y entregarlos al gobierno venezolano, que ahora recurre a la explotación minera como nueva fuente de ingresos ante el declive de su producción petrolera, y la crisis en Venezuela. También tiene alianzas con la disidencia de las FARC-EP Segunda Marquetalia, al mando de alias Iván Márquez, quien estaría realizando con sus lugartenientes negocios de narcotráfico con el Cártel de los Soles, conformado por miembros corruptos del gobierno de Nicolás Maduro.
Relacionados también por parte de los grupos paramilitares ahora banda criminales con miembros del gobierno nacional y políticos de las regiones, cómo lo evidencian las condenada proferidas por los altos tribunales